# Peene Ore
Der Erzfrachter Peene Ore der Reederei F. Laeisz war das größte Handelsschiff unter deutscher Flagge.

## Geschichte
Das Schiff wurde 1997 unter der Baunummer 1116 auf der Daewoo-Werft in Korea gebaut. Die Kiellegung erfolgte am 3. März, der Stapellauf am 7. Juni 1997. Die Fertigstellung des Schiffes folgte am 10. September des Jahres. Das Schiff war als Very Large Ore Carrier (sehr großer Erz-Frachter) klassifiziert. Es wurde von F. Laeisz bereedert.
Ab 2003 fuhr die Peene Ore unter dem Namen Paradise N für das Hamburger Unternehmen Neu Seeschifffahrt in einem zehnjährigen Zeitchartervertrag. Im März 2005 wurde das Schiff, das vorher unter liberianischer Flagge fuhr, ins deutsche Seeschiffsregister eingetragen. Seither fuhr es unter der Flagge Deutschlands, Heimathafen war Rostock. Den Hafen von Rostock hätte das Schiff allerdings aufgrund seiner Größe nicht anlaufen können.
Im Februar 2021 traf das Schiff unter dem Namen Merchant unter der Flagge von St. Kitts und Nevis in Chittagong zum Abbruch ein.
Das Schiff hatte mit der Neckar Ore, später Amy N, ein Schwesterschiff, welches unter der Baunummer 1117 ebenfalls bei Daewoo Heavy Industries entstand. Es wurde Mitte März 2021 unter dem Namen Sinomerchant ebenfalls in Chittagong zum Abbruch gestrandet.
Kollision auf der Elbe im Jahr 2002
Auf der Unterelbe kam es am 3. Juni 2002 auf Höhe von Teufelsbrück zu einer Kollision mit dem Küstenmotorschiff Sea Charente. Das unter niederländischer Flagge fahrende Küstenmotorschiff hatte versucht, den Erzfrachter zu überholen. Dabei war es in den Sog der Peene Ore geraten und mit dem Bug gegen dessen Rumpf geprallt.
Taucher stellten am folgenden Tag mehrere Risse in der Außenhaut fest, so dass eine Reparatur nötig war. Die Peene Ore wurde mit Hilfe von sechs Schleppern in Dock 17 gedockt und war mit 58 Metern das breiteste Schiff, das bis dahin in dem 59 Meter breiten Dock trockengestellt wurde. Auf den Hamburger Landungsbrücken hatten sich Hunderte Schaulustige versammelt, um das Manöver zu verfolgen. Nach dem Leerpumpen des Docks wurde der ganze Schaden ersichtlich: Bei der Kollision war der Rumpf der Peene Ore auf einer Länge von mehr als 90 Metern aufgerissen worden. Die Reparaturen dauerten etwa einen Monat.

## Technische Daten
Die Peene Ore wurde von einem von Hanjung Changwon in Lizenz gebauten Siebenzylinder-Zweitakt-Dieselmotor von MAN (Typ: 7S80 MC) angetrieben. Der Motor mit einer Leistung von 25.480 kW wirkte auf einen Festpropeller. Das Schiff erreichte damit eine Geschwindigkeit von maximal 14,5 kn.
Das Schiff verfügte über sieben Laderäume mit einer Gesamtkapazität von knapp 179.140 m³. Die Laderäume waren mit Lukendeckeln verschlossen, die zum Öffnen zur Seite gefahren wurden.